# Crocifissione (Jan van Eyck o bottega)
La Crocifissione è un dipinto del pittore fiammingo Jan van Eyck o bottega, realizzato circa nel 1430-1450 e conservato al Ca' d'Oro  a Venezia.

## Storia
Il dipinto era in Veneto  verso la metà del XV secolo, dove si credeva una copia perduta di un originale del van Eyck.  Fu molto influente sullo sviluppo dell'arte italiana e fu ampiamente copiato nelle composizioni, sia direttamente che negli adattamenti.

## Descrizione
La scena ha per soggetto la Crocifissione posta alla parte centrale in cui è ambientata davanti a una rappresentazione di sfondo espansiva e altamente dettagliata della città di Gerusalemme . Ai piedi della croce ove è appeso Gesù si trova la madre Maria Vergine e Giovanni evangelista in atteggiamento di profondo dolore, ma più dignitosi e composti delle donne lamentose sul lato sinistro. Nel lato destro si trovano dei cavalieri indifferenti all'esecuzione, piuttosto impegnati alle faccende quotidiane.